# أندرو جريج كورتين
```
(22 
نيسان
 1817 - 7 
تشرين الأول
 1894) وهو سياسي أمريكي كان حاكما على ولاية بنسلفانيا الأمريكية ولد أندرو جريج كورتين في 22 نيسان - أبريل من سنة 1817 في ولاية 
بنسلفانيا
 في عام 1837 تخرج كورتين من كلية ديكنسون شغل أندرو جريج كورتين منصب حاكم ولاية بنسلفانيا من عام 1861 إلى عام 1867 وشغل أيضا منصب سفير 
الولايات المتحدة
 في 
روسيا
 من عام 1869 إلى عام 1872 كان كورتين عضوا في مجلس النواب الأمريكي ما بين عامي 1881 إلى عام 1887 توفي أندرو جريج كورتين في 7 تشرين الأول - أكتوبر من سنة 1894 في ولاية بنسلفانيا.
[
1
]
[
2
]
[
3
]
```